# Argathona normani
Argathona normani är en kräftdjursart som beskrevs av Stebbing 1905. Argathona normani ingår i släktet Argathona och familjen Corallanidae. Inga underarter finns listade i Catalogue of Life.